# 上集镇 (绥棱县)
上集镇，是中华人民共和国黑龙江省绥化市绥棱县下辖的一个乡镇级行政单位。

## 行政区划
上集镇下辖以下地区：
大兴村、民族村、诺敏河村、稻香村、上集村、平安村、天放村、宝田村和国栋村。